# 쿤산시
쿤산시(중국어 간체자: 昆山市, 정체자: 崑山市, 병음: Kūnshān)는 상하이 서북쪽으로 50km로 장쑤성 쑤저우 시의 현급 시이다. 면적은 927평방킬로미터, 인구는 68만명에 이르는 시이다.
대도시 상하이, 쑤저우 근처에 있고, 많은 외국 기업이 입지하여, 중국 내에서도 경제적으로 가장 성공한 현급 시 중의 하나이다. 또한 세계문화유산인 곤극의 발생지로 알려져 있다. 2011년 세계적인 게임 대회인 WCG 2012와 2013의 그랜드파이널 개최지로 선정되었다.

## 역사
진나라 때는 루현(娄县)으로, 남조 때 양나라가 쿤산 현(昆山县)이라고 이름 붙였다. 원나라 때 쿤산 주(昆山州)가 되었으며, 명나라 때 다시 현급으로 떨어졌다. 청대에는 인구의 증가로 인해, 쿤산 현(昆山县)과 씬양 현(新阳县)으로 양분되었다가 중화인민공화국 초기에 병합되었다. 1989년 현급 시가 되었다.

## 지리
쿤산은 동쪽과 동남쪽으로 상하이 자딩구(嘉定区)와 칭푸구(青浦区)와 이웃하고, 서쪽으로는 쑤저우시 유안구(园区), 우중구(吴中区)에 접한다. 북쪽과 서북쪽은 창수시(常熟市)와 타이창시(太仓市)와 접하고, 서남쪽 방면으로는 우장시(吴江市)와 접한다.
쿤산의 땅에는 타이후 평원이 있으며, 지세는 평평하여, 하천과 호수가 많다. 주요한 호수로는 상하이 대갑게로 유명한 북서 방면의 양청후(阳澄湖)와 남쪽으로는 디앤샨 호(淀山湖)가 있다. 양청후는 중국에서도 가장 유명한 민물 게요리의 산지이다. 연 평균 15도에, 연 강수량 1054mm가 내린다.
| Kunshan (1959−1987)의 기후       | Kunshan (1959−1987)의 기후 | Kunshan (1959−1987)의 기후 | Kunshan (1959−1987)의 기후 | Kunshan (1959−1987)의 기후 | Kunshan (1959−1987)의 기후 | Kunshan (1959−1987)의 기후 | Kunshan (1959−1987)의 기후 | Kunshan (1959−1987)의 기후 | Kunshan (1959−1987)의 기후 | Kunshan (1959−1987)의 기후 | Kunshan (1959−1987)의 기후 | Kunshan (1959−1987)의 기후 | Kunshan (1959−1987)의 기후 |
| 월                               | 1월                        | 2월                        | 3월                        | 4월                        | 5월                        | 6월                        | 7월                        | 8월                        | 9월                        | 10월                       | 11월                       | 12월                       | 연간                       |
| -------------------------------- | -------------------------- | -------------------------- | -------------------------- | -------------------------- | -------------------------- | -------------------------- | -------------------------- | -------------------------- | -------------------------- | -------------------------- | -------------------------- | -------------------------- | -------------------------- |
| 역대 최고 기온 °C (°F)           | 21.6 (70.9)                | 25.4 (77.7)                | 27.9 (82.2)                | 32.4 (90.3)                | 34.7 (94.5)                | 35.7 (96.3)                | 37.9 (100.2)               | 37.6 (99.7)                | 36.2 (97.2)                | 32.5 (90.5)                | 27.9 (82.2)                | 23.2 (73.8)                | 37.9 (100.2)               |
| 일일 평균 기온 °C (°F)           | 2.8 (37.0)                 | 4.1 (39.4)                 | 8.2 (46.8)                 | 13.9 (57.0)                | 19.1 (66.4)                | 23.4 (74.1)                | 27.7 (81.9)                | 27.4 (81.3)                | 22.8 (73.0)                | 17.3 (63.1)                | 11.6 (52.9)                | 5.2 (41.4)                 | 15.3 (59.5)                |
| 역대 최저 기온 °C (°F)           | −11.7 (10.9)               | −8.4 (16.9)                | −5.1 (22.8)                | −1.4 (29.5)                | 6.0 (42.8)                 | 12.3 (54.1)                | 16.6 (61.9)                | 16.6 (61.9)                | 11.0 (51.8)                | 2.5 (36.5)                 | −3.1 (26.4)                | −7.8 (18.0)                | −11.7 (10.9)               |
| 평균 강수량 mm (인치)            | 35.2 (1.39)                | 52.1 (2.05)                | 75.8 (2.98)                | 101.1 (3.98)               | 111.1 (4.37)               | 159.3 (6.27)               | 130.2 (5.13)               | 120.6 (4.75)               | 128.9 (5.07)               | 62.2 (2.45)                | 52.6 (2.07)                | 34.6 (1.36)                | 1,063.7 (41.87)            |
| 출처: Kunshan County Chorography |                            |                            |                            |                            |                            |                            |                            |                            |                            |                            |                            |                            |                            |

## 경제

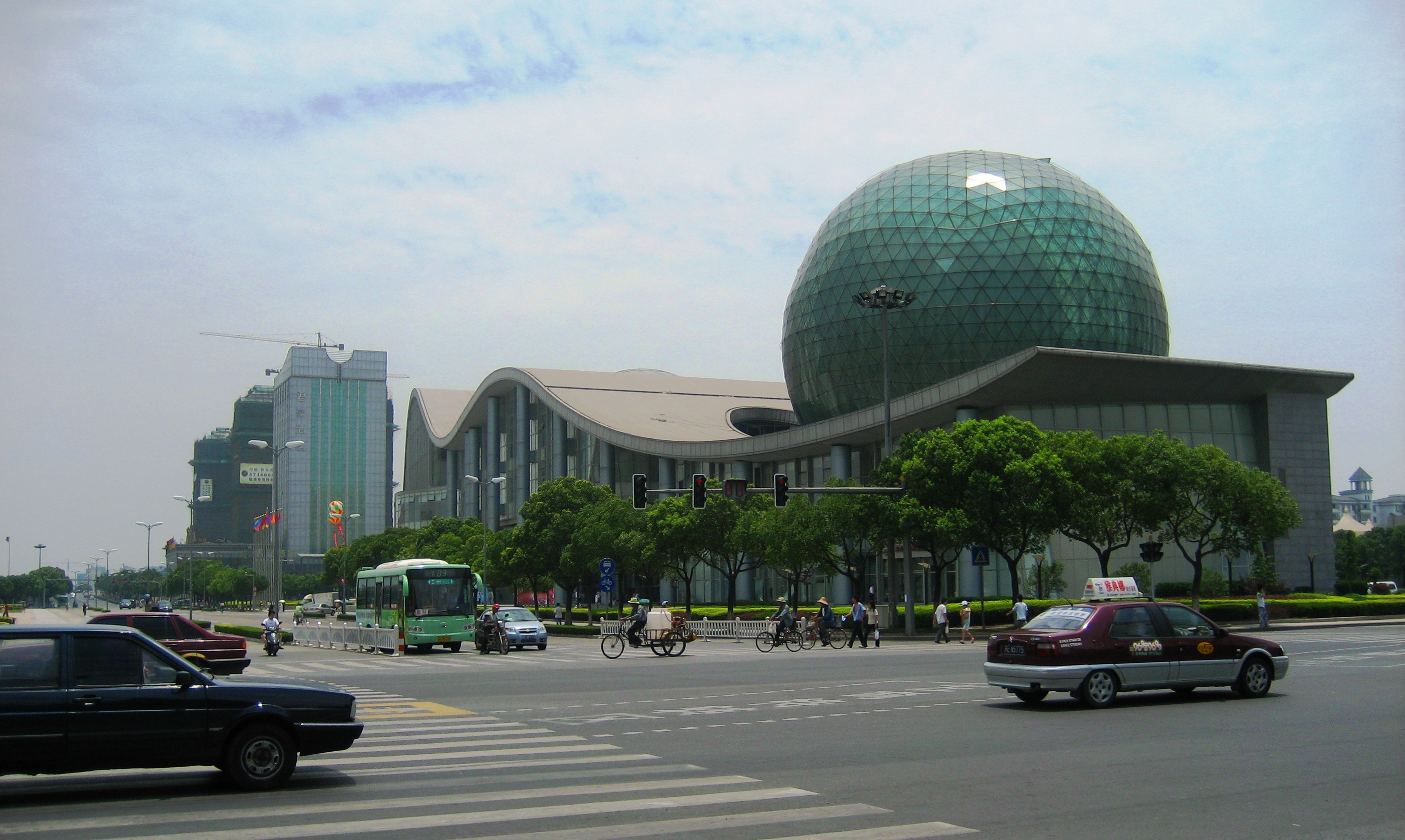
쿤산 시 중심부

쿤산 동쪽은 상하이와 접하고 있고, 경호철로의 가로 선 상에 있다. 쿤산은 중국에서도 GDP가 가장 높은 도시 중의 하나이다. 그래서 중국에서 가장 잘 사는 백 개현의 10위권 이내에 손꼽힌다. 2006년 발표된 국가통계국의 자료를 보면, 2005년 중국백강현(中国百强县第一位) 중 제 1위로 꼽혔다. 경내에는 국가급의 경제기술연구구가 설치되어 있다. 1990년 이래로 많은 대만 기업이 쿤산에 투자를 하였다.

### 한국기업
- LG전자
- 삼성전기
- 금강고려화학
- 인성하이텍 <--- 인성로라는 한국 이름의 거리를 만들었다.
- 우림건설 - 연호산업단지
- KCC
- S&T
- KDCC(국도화학)

## 특산물
이곳의 특산물로는 상하이 대갑게의 재료가 되는 양청후(양징호) 대갑게(阳澄湖大闸蟹)가 있다.

## 문화와 여행
경내에는 뎬산 호(淀山湖)와 중국역사문화명진인 저우장(周庄镇)이 강남수향고진으로 자리잡고 있다.

## 행정 구역
10개 진을 관할한다.
- 진: 玉山镇, 周庄镇, 周市镇, 锦溪镇, 巴城镇, 花桥镇, 陆家镇, 张浦镇, 千灯镇, 淀山湖镇

## 출신 인물
- 고염무
- 주문모